# Arthès
 Arthès  là một xã thuộc tỉnh Tarn, trong vùng Occitanie ở miền nam nước Pháp. Xã này nằm ở khu vực có độ cao trung bình 150 mét trên mực nước biển.